# Ацидогастрометр
Ацидогастро́метр (от лат. acidus — кислый, др.-греч. γαστήρ — желудок и др.-греч. μετρέω — мерю) — медицинский прибор для исследования кислотопродуцирующей и кислотонейтрализующей функций желудочно-кишечного тракта. Основные компоненты: регистрирующий блок (техническое наименование преобразователь вторичный) и один или несколько pH-зондов (техническое наименование преобразователь первичный). pH-зонд вводится в полый орган, в котором производится измерение кислотности.
Ацидогастрометры предназначены для исследования кислотности в пищеводе, желудке и двенадцатиперстной кишке. Медицинская процедура, выполняемая в этих органах с помощью ацидогастрометров, называется внутрижелудочной pH-метрией.
Кроме того, ацидогастрометры используются в исследовательских целях при определении кислотности в полости рта, прямой и толстой кишке и во влагалище.
Ацидогастрометр измеряет кислотность сразу в нескольких точках желудочно-кишечного тракта, число которых варьируется от 1 до 5 в зависимости от конструкции и назначения ацидогастрометра, а также от типа используемого pH-зонда.

## Типы ацидогастрометров
В современной медицинской практике применяются следующие типы ацидогастрометров:
- стационарные и носимые;
- компьютерные и не компьютерные;
- одноместные и многоместные (многоместные только стационарные);
- выполняющие один тип исследования (pH-метрию) или несколько (pH и ЭКГ, pH и электрогастроэнтерографию, pH и импедансометрию и т. д.).

### Стационарные ацидогастрометры

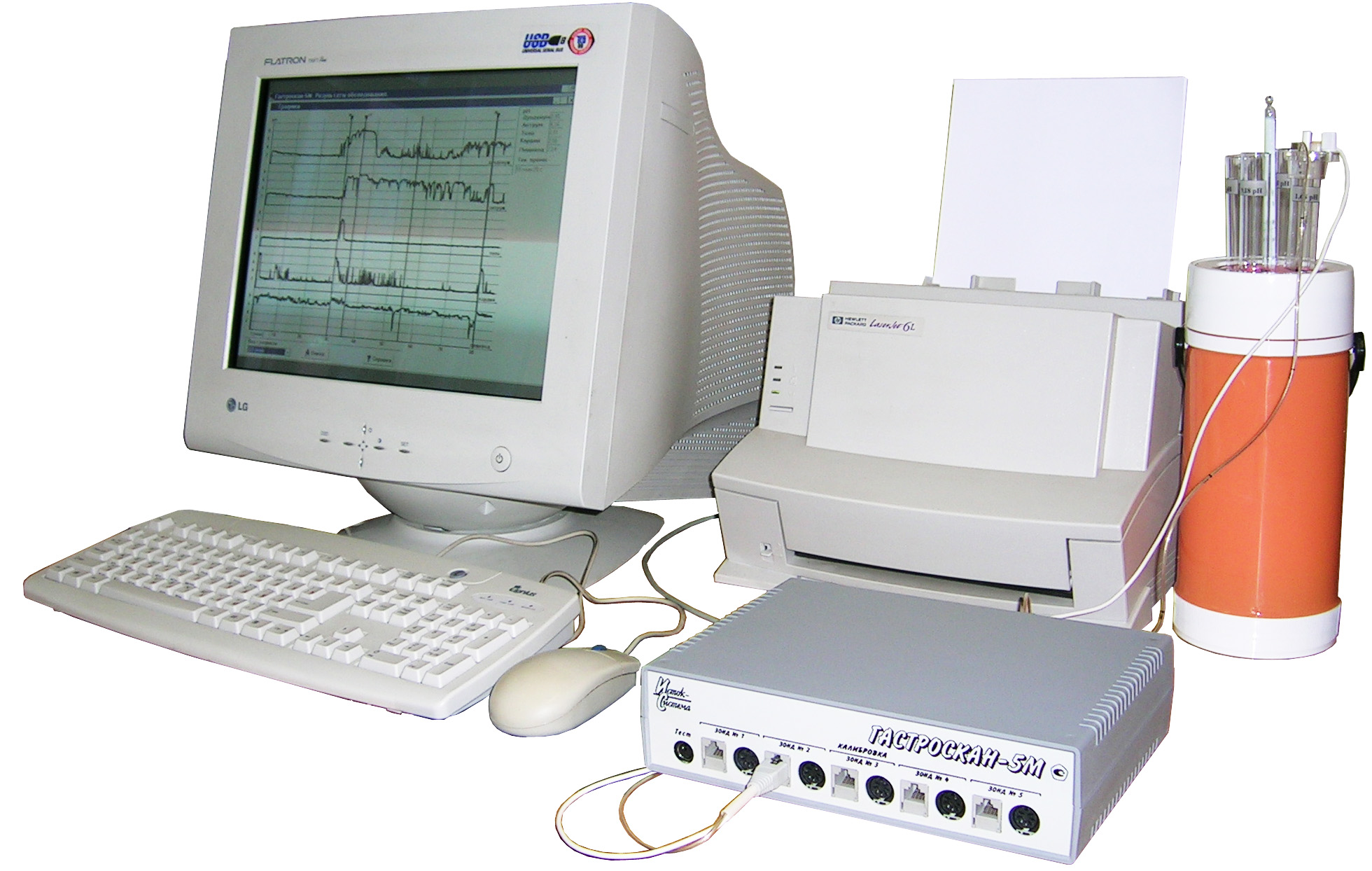
Стационарный ацидогастрометр для внутрижелудочной pH-метрии у пяти пациентов одновременно

Стационарные ацидогастрометры предназначены для диагностических процедур, связанных с измерением кислотности в полых органах, продолжительностью не более 3-х часов.
Исторически первыми были стационарные одноместные не компьютерные ацидогастрометры. Результаты измерения они отображали либо при помощи стрелочных индикаторов, либо при помощи самописцев. Современные одноместные ацидогастрометры управляются от микропроцессоров и не включают в свой состав компьютер. Одноместные ацидогастрометры широко применяют при эндоскопической и экспресс pH-метрии, при выполнении исследовательских работ, в том числе в полых органах вне верхних отделов ЖКТ, при контроле кислопродукции в процессе проведения операции селективной проксимальной ваготомии, с целью уменьшения кислотопродуцирующей функции желудка при лечении язв желудка, в том числе прободных, и язв двенадцатиперстной кишки.
Многоместные ацидогастрометры предназначены для кратковременной (до 3-х часов) внутрижелудочной pH-метрии. Обычно с их помощью можно проводить исследование кислотности у нескольких (до 5) пациентов одновременно, но существовали разработки, допускающие одновременное обследование 10 пациентов. Современные многоместные ацидогастрометры включают в свой состав компьютер и специализированное программное обеспечение, которое автоматизирует процедуру исследования, готовит заключение по результатам исследования, ведет базу данных по пациентам, исследованиям и заболеваниям.
Применяются при диагностике, в том числе дифференциальной, различных видов язв желудка, язв двенадцатиперстной кишки, гастритов, дуоденитов, диспепсий, при подборе индивидуальной лекарственной терапии, при исследовании эффективности действия быстро и кратко действующих фармацевтических препаратов.

### Ацидогастромониторы

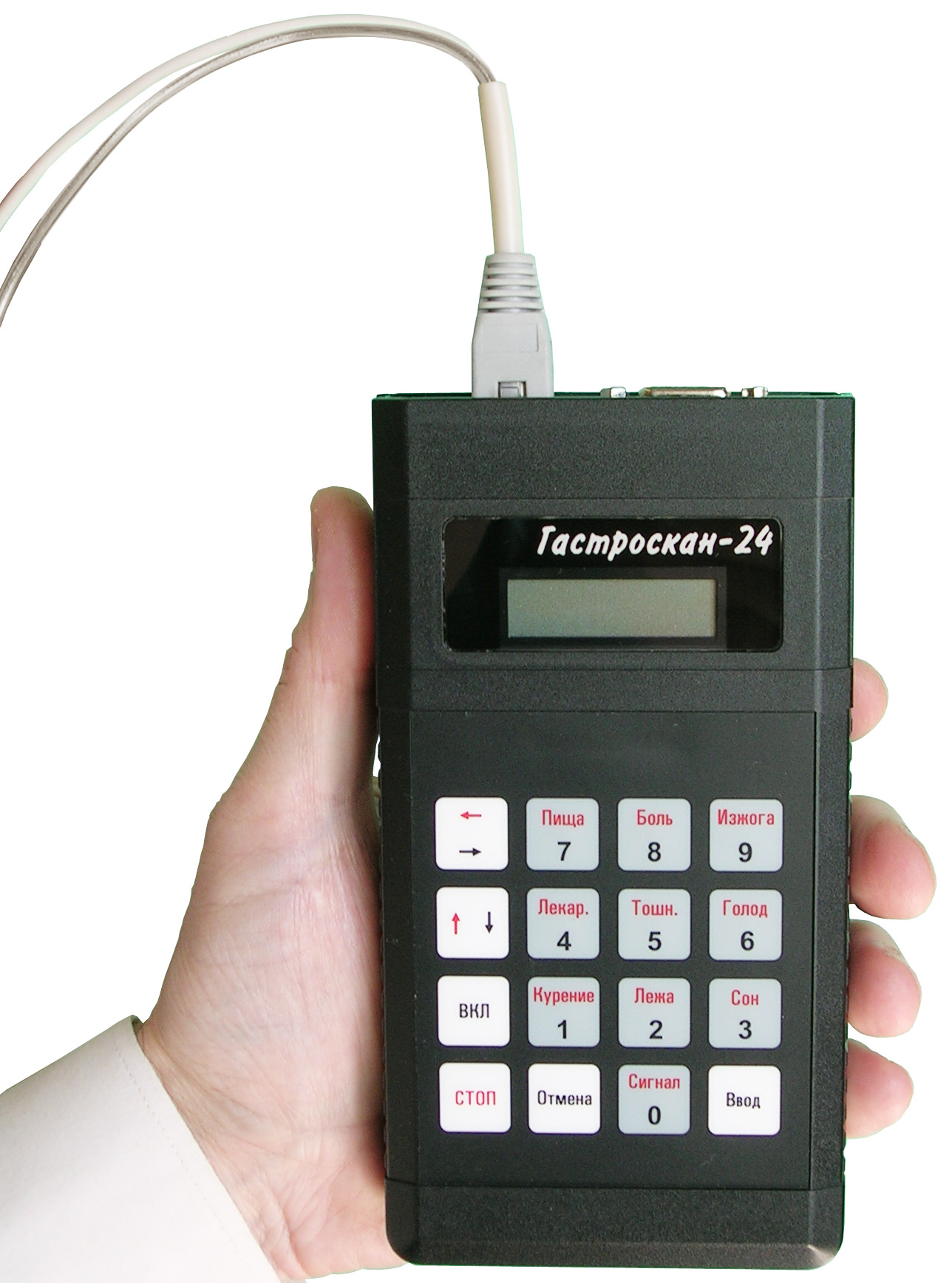
Носимый ацидогастромонитор с клавишами для ввода ощущений пациента и событий

Ацидогастромонитором называют носимый ацидогастрометр, который позволяет исследовать динамику изменений кислотности в верхних отделах ЖКТ в течение 24 часов и более. Такую процедуру называют суточной pH-метрией. Он обязательно имеет в своём составе регистрирующий блок, который пациент в течение длительного времени, от суток и более, носит на ремне. Пациент при этом ведет обычный образ жизни. Информация о состоянии кислотности ЖКТ пациента в регистрирующий блок поступает от pH-зонда, введенного в ЖКТ через нос. Пациент во время процедуры отмечает с помощью специальной клавиатуры или в дневнике особенности своего состояния (изжога, тошнота, боль, приём медикаментов, курение, чувство голода, приём пищи, горизонтальное или вертикальное положение тела и т. п.). По окончании процедуры результаты pH-метрии переписываются в компьютер и анализируются врачом.
Ацидогастромониторы незаменимы при исследовании гастроэзофагеальных и других рефлюксов верхних отделов ЖКТ, кислотных ночных прорывов, динамики изменения кислотности во время ночного сна.
Эти приборы нашли широкое применение при исследования кислотокорректирующего эффекта длительно действующих антисекреторных препаратов и при подборе индивидуальной лекарственной терапии такими препаратами.
Применяются при диагностике гастроэзофагеальной рефлюксной болезни, пищевода Барретта, эзофагита, при исследовании внепищеводных проявлений ГЭРБ, рефлюкс-индуцированной астмы.

### Гастрокардиомониторы
Некоторые симптомы (например, загрудинные боли) характерны, как для заболеваний сердца, так и для гастроэзофагеальной рефлюксной болезни и других заболеваний пищевода. Для того, чтобы распознать причину заболеваний, необходимо выявить корреляцию между отклонениями от нормы электрокардиографического сигнала и гастроэзофагеальными рефлюксами. Прибор, записывающий одновременно значение кислотности в нескольких точках желудочно-кишечного тракта и электрокардиографический сигнал по нескольким отведениям в течение суток или более называется гастрокардиомонитором. Гастрокардиомонитор является по сути объединением ацидогастромонитора и холтеровского монитора (прибора для суточного мониторирования ЭКГ) и он может выполнять функции любого из двух этих приборов. Основное отличие — после передачи записанных гастро- и электрокардиограмм на компьютер, программное обеспечение прибора позволяет выполнять корреляционную обработку кардиологических и гастроэнтерологических событий, а также ощущений пациента (изжога, тошнота, загрудинная боль и т. д.), его действий (курение, физическая нагрузка, приём пищи или медикаментов и т. д.), если они в виде меток вводятся в прибор.

### Гастроэнтеромониторы
Сравнительно недавно появился новый класс приборов, позволяющих проводить как независимо, так и одновременно pH-метрию в трёх точках ЖКТ и электрогастроэнтерографию. Совместное исследование динамики изменения кислотности и электрической активности различных отделов ЖКТ, а через неё опосредованно моторики, позволяет исследовать функционирование зон перехода (сфинктеров), выявить патологии моторно-эвакуаторной функции ЖКТ, подобрать индивидуально соответствующие прокинетики и другие препараты.

## Исторический экскурс
Соляная кислота в желудочном соке животных была обнаружена Уильямом Праутом в 1823 году. В 1909 году датский биохимик Сёрен Петер Лауриц Сёренсен ввел в научный оборот понятие водородного показателя pH и заложил основы современной pH-метрии. Впервые определение кислотности непосредственно в желудочно-кишечном тракте человека in vivo при помощи специально разработанного аппаратуры, включающей водородный и каломельный электрод сравнения, было выполнено Джесси Фрэнсисом Макклендоном в 1915 г. В 1964 году Ф. А. Миллером с коллегами было предложено 24-х часовое мониторирование кислотности пищеварительного тракта.

### Е. Ю. Линар и Ю. Я. Лея. Первые советские работы по созданию ацидогастрометров
В СССР первые работы по изготовлению pH-зондов были начаты в 1950 году Е. Ю. Линаром. Возглавляемым им коллективом были тщательно проработаны различные варианты конструкций pH-зондов, применяемых материалов и технологий изготовления. Е. Ю. Линаром впервые в СССР была сделана внутрижелудочная pH-метрия. Выполненные им и Ю. Я. Лея работы явились основополагающими в СССР для данного направления, как в медицинском, так и в технологическом отношении. На этом этапе, вплоть до начала 80-х годов XX века целью разработки оборудования для внутрижелудочной pH-метрии (которое можно отнести к первому поколению) было создание приборов, предназначенных для обоснования необходимости pH-метрии, разработки пионерских медицинских методик.

### Академик Н. Д. Девятков. Первые серийные ацидогастрометры

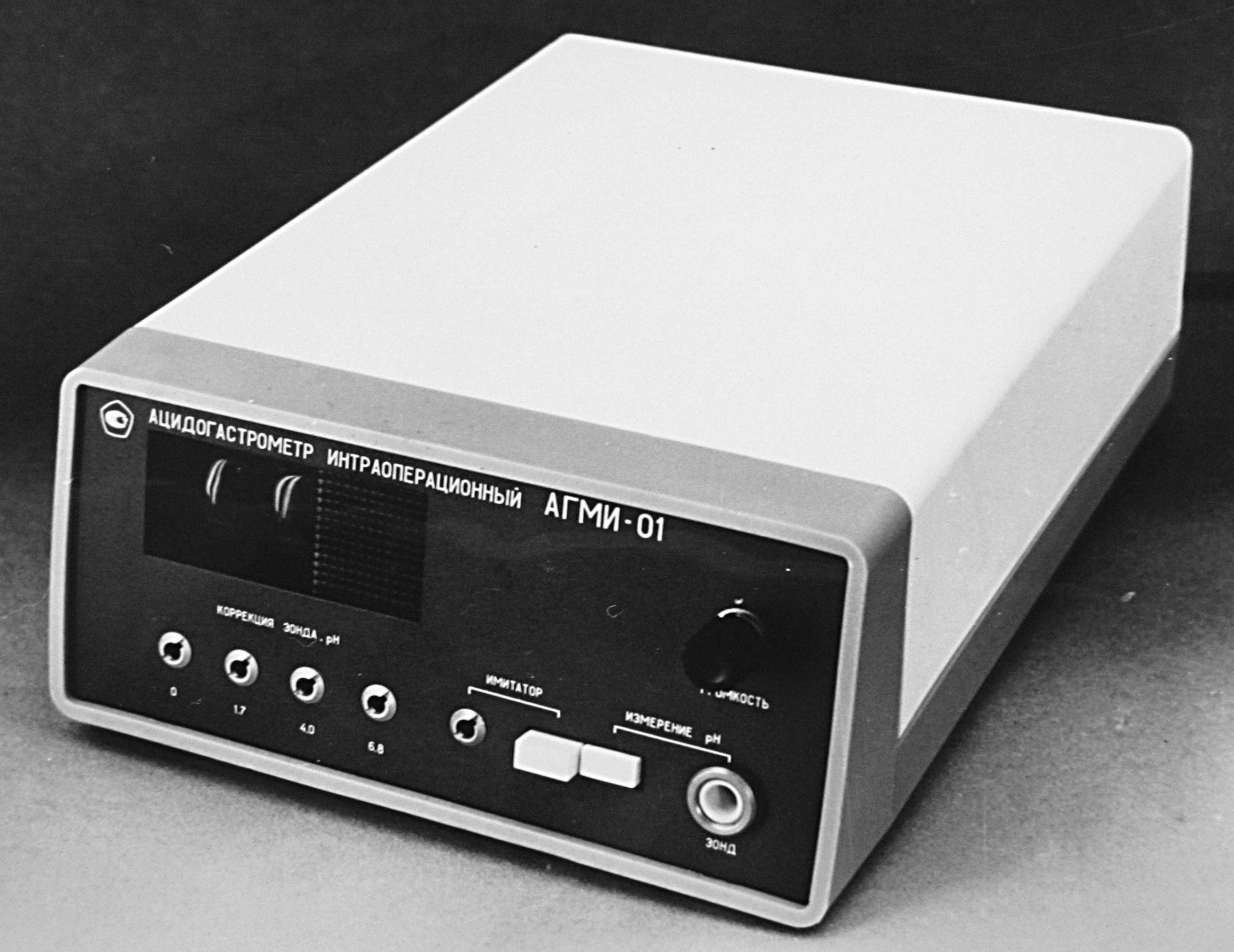
Ацидогастрометр интраоперационный АГМИ-01, предназначенный для измерения кислотопродукции в процессе выполнения хирургических операций

Полученные на этом этапе наработки, как конструкторско-технологического характера, так и в отношении медицинских методов применения приборов для pH-метрии стали основой второго поколения приборов, предназначенных для широкого применения в обычных лечебно-профилактических учреждениях. В СССР разработки таких приборов были выполнены во Фрязино Московской области инженерами НПП «Исток» под руководством академика АН СССР Н. Д. Девяткова и медиками чл.-корр. РАМН Ю. М. Панцыревым и профессором С. А. Чернякевич. Были сделаны также интересные разработки в Новочеркасске и других местах. Однако, по разным причинам, серийное производство было налажено только во Фрязино. В середине 80-х годов был разработан «ацидогастрометр интраоперационный» АГМИ-01. АГМИ-01 предназначался для измерения кислотопродукции в процессе выполнения операции селективной проксимальной ваготомии. АГМИ-01 имел цифровой индикатор, на котором отображалось текущая величина кислотности в единицах pH с учётом индивидуальной калибровки ацидогастрометра с pH-зондом. При достижении заданного порога кислотности при проведении ваготомии прибор подавал звуковой и световой сигнал. АГМИ-01 серийно выпускались во Фрязино более десяти лет (считая и его модификацию АГМ-01). Этот ацидогастрометр, несмотря на простоту, зарекомендовал себя с самой лучшей стороны и до сих пор применяется во многих лечебных учреждениях (причем не только, как «интраоперационный», но и в большей степени для «экспресс» и «кратковременной» pH-метрии, эндоскопической pH-метрии и т. п.).